# Kobryn
Kobryn (in bielorusso Ко́брын?; in lituano Kobrynas; in russo Ко́брин?; in ucraino Кобринь?; in yiddish קאברין‎?; in polacco Kobryń) è una città della Bielorussia di 51 166 abitanti, nella voblasc' di Brėst.

## Geografia
Kobryn è situata lungo le rive del Muchavec, fiume che qui riceve le acque del canale Dnepr-Bug. È situata a 50 km ad est di Brėst.

## Storia
Menzionata per la prima volta nell'XI secolo, questa città fu fino alla fine del XIII secolo feudo dei principi di Volodymyr-Volynskyï. All'inizio del XIV secolo era una città del Granducato di Lituania. Divenuto sede di un powiat, fu dal 1589 al 1766 libero comune della Repubblica delle Due Nazioni, amministrato sotto il regime di diritto di Magdeburgo, che ne fece un centro privilegiato di immigrazione per gli ebrei durante il XVI secolo.
Dopo la terza spartizione della Polonia nel 1795, la cittadina fu annessa all'Impero russo. Fu occupata dall'esercito tedesco durante la prima guerra mondiale. Alla fine della guerra sovietico-polacca, secondo i termini del trattato di Riga del 1921, fu annessa alla risorta Polonia e ribattezzata Kobryń; diventa poi sede di una contea del voivodato della Polesia.
Durante l'invasione tedesca della Polonia, la città fu teatro dell'accanita resistenza della 60ª divisione Fanteria Polacca del colonnello Adam Epler alle forze della 19ª Divisione Panzer del generale Heinz Guderian: la i polacchi non si ritirarono a sud fino a dopo tre giorni di combattimenti, dal 14 al 18 settembre 1939. La 60ª divisione di fanteria si unì al gruppo operativo indipendente Polesia del generale Franciszek Kleeberg nella sua marcia verso sud. Queste forze combinate combatterono, due settimane dopo, la battaglia di Kock, l'ultima resistenza delle forze polacche. L'Armata Rossa, che aveva invaso la Polonia orientale il 17 settembre, entrò a Kobryń il 20. Annessa all'Unione Sovietica, la città divenne il 15 gennaio 1940 il centro amministrativo del distretto di Kobryn, una suddivisione del neocostituito oblast' di Pinsk.
Durante l'operazione Barbarossa, l'esercito tedesco occupò Kobryn il 24 giugno 1941. Fu durante questo periodo che la maggior parte degli ebrei della città furono sterminati dopo essere stati confinati in un ghetto. Si stima che circa 4.500 civili di Kobryn e dei suoi dintorni furono uccisi dai nazisti tra il 1942 e il 1944. Kobryn fu liberata dall'Armata Rossa il 20 luglio 1944. Nel 1945, l'Unione Sovietica annesse nuovamente la città, che fu quindi inclusa nella RSS Bielorussa.
Dal 1991 Kobryn fa parte della Bielorussia indipendente.

## Infrastrutture e trasporti
Kobryn è un importante snodo del sud-ovest della Bielorussia essendo situata all'intersezione tra la strada M1, la principale autostrada del paese, la strada M10 per Homel' e la strada M12 per la frontiera ucraina.